# Маріо Джуда
Маріо Даймонд-Джуда Дуглас (народився 6 грудня 1999)  — американський репер, співак, автор пісень і продюсер. У 2017 році Джуда почав продюсувати музику у віці 17 років. Через три роки він випустив свій перший комерційний сингл.   Він став відомим як інтернет-мем завдяки своєму синглу «Die Very Rough», а також завдяки своїй сардонічній критиці американського репера Playboi Carti щодо відкладеного випуску його другого студійного альбому Whole Lotta Red. 

## Раннє життя
Маріо Даймонд-Джуда Дуглас народився 6 грудня 1999 року у Флінті, штат Мічиган, але виріс в Атланті, штат Джорджія . 

## Кар'єра

### 2020: «Die Very Rough» іWhole Lotta Red
Джуда завантажив свій дебютний сингл «Crush» на SoundCloud 19 червня 2020 року.  За цим послідував випуск «Die Very Rough», який у вересні став вірусним у багатьох соціальних мережах.  Після публікації відповідного музичного відео воно стало вірусним у Твіттері, і було створено кілька мемів пісні, в яких порівнювали вокальний стиль і тексти Джуди, схожі на діснеївського лиходія.  У жовтні Джуда виступив на фестивалі Rolling Loud 2020, що допомогло збільшити його аудиторію. Того ж місяця він випустив кавер на пісню DaBaby і Roddy Ricch'а "Rockstar".  30 листопада Джуда оголосив в Instagram, що він «сам» випустить другий студійний альбом американського репера Playboi Carti Whole Lotta Red через розчарування тим, що репер не випустив його.  Він також оголосив дату 6 грудня, давши Карті тиждень, щоб випустити його самостійно. 6 грудня Джуда випустив «Bih Yah», провідний сингл з Whole Lotta Red, який був позитивно сприйнятий шанувальниками.  Перша половина Whole Lotta Red була випущена як EP 11 грудня  Billboard і Google поставили пісню «Die Very Rough» на 75 місце у своєму списку 100 найкращих наспівуваних пісень 2020 року в США.  Пісня також досягла вершини рейтингу Spotify Global Viral 50 від 15 жовтня 2020 року. 

## Музичний стиль
Музичний стиль Джуди був описаний як поєднання реп-року  і гот-металу  з унікальним вібрато    вокалом. За словами Джуди, він лише нещодавно виявив, що вміє співати, що змусило його зайнятися репом для себе, а не продюсувати для інших виконавців.    Він назвав Breaking Benjamin, Five Finger Death Punch і Pantera як свої музичні впливи та заявив, що рок-музика є його «жанром, яким він користується».  Відомими шанувальниками Маріо Джуди є репери Тріппі Ред і Ліл Узі Верт. 

## Дискографія

### Мініальбоми
| Назва           | Деталі                                                                                              |
| --------------- | --------------------------------------------------------------------------------------------------- |
| Whole Lotta Red | - Випущено: 11 грудня 2020 р - Лейбл: Atlantic - Формат: цифрове завантаження, потокове передавання |

### Сингли

#### Як головний артист
| Назва                            | Рік  | Альбом            |
| -------------------------------- | ---- | ----------------- |
| "Crush"                          | 2020 | Non-album singles |
| "Die Very Rough"                 | 2020 | Non-album singles |
| "Rockstar"                       | 2020 | Non-album singles |
| "The Rockstar"                   | 2020 | Non-album singles |
| "Can't Stop Me"                  | 2020 | Non-album singles |
| "Bih Yah"                        | 2020 | Whole Lotta Red   |
| "I Cannot Love You"              | 2021 | Non-album singles |
| "It's Time to Rock" (with Tes X) | 2021 | Non-album singles |
| "Remember Your Name"             | 2021 | В очікуванні      |
| "Afraid of Love"                 | 2022 | В очікуванні      |

#### В якості запрошеного виконавця
| Рік  | Назва             | Альбом/EP             |
| ---- | ----------------- | --------------------- |
| 2022 | xbox with yo girl | Vampire Krucifixion 2 |
| 2022 | run it up         | Vampire Krucifixion 2 |
| 2022 | fucklieu          | Vampire Krucifixion 2 |
| 2022 | since u left      | Vampire Krucifixion 2 |